# Nachtwache (1949)
Nachtwache ist ein deutscher Spielfilm des Regisseurs Harald Braun aus dem Jahr 1949. Die Hauptrollen sind mit Luise Ullrich, Hans Nielsen, René Deltgen und Dieter Borsche besetzt. Die neunjährige Angelika Voelkner gibt in diesem Film ihr Debüt.

## Handlung
Johannes Heger kommt mit seiner zehnjährigen Tochter Lotte in den kleinen Ort Burgdorf, um die dort freigewordene Stelle als evangelischer Pfarrer anzutreten. In einem Krankenhaus macht er die Bekanntschaft der Ärztin Cornelie Badenhausen. Beide sind sich auf Anhieb sympathisch. Während gemeinsamer Gespräche stellt sich heraus, dass Cornelie ein sehr reserviertes Verhältnis zu Gott und zur Kirche allgemein hat. Dass das daher rührt, dass Cornelie den Verlust ihrer kleinen Tochter nicht verwinden kann und mit Gott hadert, erfährt er erst später. Cornelie wiederum stellt während der Gespräche mit Johannes Heger fest, dass etwas in ihrem Leben fehlt, dass da eine Leere ist, die sie nicht auszufüllen vermag.
Zu seinem katholischen Glaubensbruder, Kaplan von Imhoff, findet Heger schnell Zugang, beide Männer verbindet eine ähnliche Auffassung darüber, wie sie den Menschen in dieser schweren Nachkriegszeit beistehen können. Noch wissen sie nicht, dass auch für sie eine besondere Nacht kommen wird.
Nun fügt es sich, dass der Schauspieler Stefan Gorgas nach Burgdorf kommt, da er die Rolle des Jedermann in Hugo von Hofmannsthals Schauspiel übernommen hat. Außerdem ist er ein Freund von Kaplan Imhoff; beide waren während des Krieges Kampfflieger in einer Einheit. Auch um den alten Freund wiederzusehen, hat er das Engagement in Burgdorf gern angenommen. Er weiß zu diesem Zeitpunkt nicht, dass er hier auf Cornelie Badenhausen, die Mutter seines in den letzten Kriegstagen während der Bombennächte umgekommenen Kindes, treffen wird.
Die Dinge spitzen sich zu, als Cornelie und Gorgas aufeinandertreffen. Ihre Wege hatten sich während des Krieges getrennt, nun möchte Gorgas die Beziehung wieder aufleben lassen, Cornelie jedoch will davon nichts wissen. In seiner Enttäuschung provoziert Gorgas einen Skandal und Cornelie wird nahegelegt, ihre Stelle zu kündigen. Vergeblich bemüht sich Pfarrer Heger um eine für alle akzeptable Lösung. Cornelie will nur noch weg und begibt sich zum Bahnhof.
Ein tragisches Ereignis durchkreuzt ihre Pläne und alles kommt anders. Hegers Tochter Lotte schaukelt mit Gorgas in einer Schiffschaukel, als sie Cornelie in ihrem Wagen vorüberfahren sieht. Das Mädchen will ihr zuwinken, verliert dabei das Gleichgewicht und stürzt aus der Schaukel. Vergeblich bemüht sich nicht nur Cornelie im Krankenhaus darum, Lottes Leben zu retten. „Mückchen“, wie Pfarrer Heger seine kleine Tochter immer liebevoll gerufen hat, schließt für immer die Augen.
In dieser schicksalsträchtigen Nacht ist Kaplan von Imhoff an Hegers Seite und versucht, ihm beizustehen. Aber alles Flehen zu Gott war vergeblich. Pfarrer Heger stellt seinen Glauben in Frage und die Verzweiflung über den Tod seines geliebten Kindes schlägt über ihm zusammen. Nun ist es Gorgas, der ihm den Weg zurück zu Gott weist. Gorgas, der sich die Schuld an Lottes Tod gibt, will aus Verzweiflung in den Freitod springen. Da ist Pfarrer Heger zur Stelle und hilft dem verzweifelten Mann und findet so auch selbst zum Glauben zurück.
Und Heger schafft es auch, den ersten Kindergottesdienst ohne seine „Mücke“ durchzustehen. Cornelie, die ihn dorthin begleitet hat, ist beeindruckt von seiner inneren Kraft und stellt fest, dass Verwurzelung im Glauben mehr als eine leere Floskel ist und findet dadurch ihren Glauben an Gott wieder.
Befreit stimmt sie in den Lobgesang der Kinder mit ein: Erhebet eure Herzen – wir erheben sie zum Herrn.

## Hintergrund
Die Premiere des Films fand am 21. Oktober 1949 in Hannover in den Weltspielen statt. Nachtwache wurde ein überwältigender Publikumserfolg in den späten 1940er/frühen 1950er Jahren. Es war der erste deutsche Film nach 1945, an dessen Realisierung sich die evangelische Kirche finanziell und ideell beteiligte.
Der Filmtitel sollte eigentlich „Die Nachtwache“ lauten, man strich den Artikel aber, vermutlich, um ihn etwas allgemeingültiger klingen zu lassen. Es handelt sich um eine westdeutsche Produktion, kurz nach der Gründung der Bundesrepublik Deutschland entstanden. Eine Filmgesellschaft aus Göttingen, Filmaufbau GmbH, kooperierte hierzu mit einer Münchner Gesellschaft, Neue Deutsche Filmgesellschaft, wobei die Idee zu diesem Film in Göttingen anzusiedeln ist.
Die Dreharbeiten fanden im Filmatelier Göttingen statt sowie in Einbeck und in Göttingen. Die Filmbauten lagen in der Hand von Walter Haag. Die Musik spielte das Philharmonische Orchester München ein.
Nachtwache war der erste Film von Angelika Voelkner, die damit zum Kinderstar avancierte (sie spielte von 1955 bis 1957 auch die „Dick“ in der Immenhof-Trilogie).

## Kritiken
„Der erste religiöse deutsche Nachkriegsfilm war bei Publikum und Kritik wohl auch deshalb ein großer Erfolg, weil er ein Bedürfnis nach moralischer Geborgenheit im Schoß der Kirche befriedigte. Aus der zeitlichen und emotionalen Distanz sind Sentimentalität, spirituelle Halbherzigkeit und Geschwätzigkeit des ökumenischen Dramas deutlicher zu erkennen. Auch die filmische Umsetzung kann trotz sichtbarer Bemühungen des Regisseurs nicht ganz überzeugen.“

„Ein evangelischer und ein katholischer Geistlicher, beide, bei allem konfessionell Trennenden, einander verbunden in der gemeinsamen Idee des Christentums, haben mit ihren Worten kaum Einfluss auf die Zweifelnde und den Höhnenden. Erst was geschieht, erschüttert die Glaubenslosigkeit dieser Menschen. Dem evangelischen Geistlichen verunglückt das einzige Kind, während er am Altar steht. Auch er gerät in Anfechtung, aber er wird wieder unerschütterlich sicher im Glauben, als er neu die Aufgabe erkennt, hilfreich da zu sein für andere, Nachtwache zu halten im Dunkeln. Der Film schließt mit dem Gesang des Hosianna.“

„Der mit Problemem überfrachtete, allzu sentimentale und pathetische Film ist für die Entwicklung des deutschen Films nicht ohne Bedeutung. Die Nachtwache erschien damals vielen Kritikern beispielhaft; und sie hatte auch beim Publikum einen sensationellen Erfolg. Dies wohl nicht zuletzt deshalb, weil hier eine private Lösung der Zeitprobleme verheißen wurde.“

## Auszeichnungen
Der Film erhielt 1949 die Prädikate „künstlerisch wertvoll“ und „kulturell wertvoll“. 1950 und 1951 wurde er jeweils mit einem Bambi ausgezeichnet als „Bester künstlerischer deutscher Film 1949“ und als „Geschäftlich erfolgreichster deutscher Film 1950“. Von der Filmbewertungsstelle Wiesbaden erhielt er 1952 das Prädikat „wertvoll“.
Auf der Biennale in Venedig wurde Nachtwache zum besten deutschen Film gewählt.